# 奇人密碼—古羅布之謎
《奇人密碼－古羅布之謎》（英文：The Arti: the Adventure Begins），是由黃強華導演執導的布袋戲電影，於2015年2月在台灣上映。本片預算達3.5億新台幣，但上映後票房奇差，台北票房約為新台幣589萬元，全台票房約超過新台幣2千萬。

## 劇情
隱藏在西域的神秘礦石「萬鵲」以及「奇人設計圖」，在張騫開鑿西域的過程中，意外的發掘了出來，由其孫張猛依照設計圖製作出了木人偶-「奇人阿西」，但也因此引來滅門殺機，年幼的子女張墨、張彤及「奇人」阿西幸運的逃脫出來，長大後的二人，為了瞭解這一切事件的謎團，踏上了西域的探險之旅...。

## 演職員
| 影片類型     | 奇幻／冒險／偶動漫片／布袋戲 |
| 出品單位     | 偶動漫娛樂事業股份有限公司 |
| 發行單位     | 美商華納兄弟影業股份有限公司台灣分公司 |
| 出品人       | 黃強華、黃文擇 |
| 總監製       | 黃文擇 |
| 監製         | 劉麗惠、蔡融涓 |
| 製片人       | 傅琛壹、黃文姬 |
| 總導演       | 黃強華 |
| 執行導演     | 王嘉祥、鄭保品 |
| 聲音導演     | 陳國偉 |
| 編劇         | 黃亮勛、何沅諭（素問） |
| 藝術總監     | 黃亮勛、林典右 |
| 戲偶設計     | 樊仕清、蘇怡如、黃志明、張嘉復 |
| 服飾製作     | 陳有豐、陳昱汝 |
| 兵器總監     | 石信一 |
| 場景設計     | 林典右 |
| 剪輯         | 鄭保品 |
| 操偶師       | 吳聖恩、廖嘉升、莊人銘、沈健鋕、黃建誠、洪嘉章、曾瑞榮、陳柏憲 |
| 動畫監製     | 大畫電影文化股份有限公司 |
| 音樂總監     | 陳建騏 |
| 音樂製作     | Sony音樂 |
| 音樂演出     | 長榮交響樂團 |
| 配音總監     | 陳國偉-偉憶數位科技 |
| 配音         | 跩 鴨 黃文擇 卡蜜妲 黃麗玲（A-LIN） 安羅伽 蕭煌奇 張 墨 徐琳智 張 彤 馬韻婷 張 猛 王希華 張 母 孫若瑜 兒道裘 陳進益 兒道茲 張汶鈞 兒圖且 夏治世 兒圖爾 穆宣名 神 女 劉家渝 樓蘭王 徐健春 朋 巴 何吳雄 巴互汗 陳宗岳 |
| 音效設計指導 | 杜篤之－聲色盒子 |
| 後期製作統籌 | 胡仲光－台北影業 |

## 緣起
霹靂布袋戲第五代接班人，七年級生的黃亮勛在電影《奇人密碼－古羅布之謎》製作的過程裡面擔綱編劇一職，也負責大畫後製的藝術監製。台灣布袋戲大師黃海岱先生是他的曾祖父，而創下電視台收視率記錄的「雲州大儒俠」，創始人黃俊雄先生則是他的祖父，至於霹靂國際多媒體的董事長黃強華先生與副董事長黃文擇先生，則是亮勛的爸爸及叔叔。
編劇黃亮勛：「文化是一種能連結人群的活動，包含了歷史脈絡，就像一趟從過去到現在持續進行的旅程。」
黃亮勛覺得，這些過去的軌跡可以看到台灣的布袋戲，一路走來始終如一的原則，就是不斷挑戰創新與不可能，唯一的不變，就是一直在改變。他說：「文化是一種能連結人群的活動，包含了歷史脈絡，就像一趟從過去到現在持續在進行的旅程。」也因此，亮勛希望可以保持這樣的特色，維護這樣的價值觀與精神。他相信沒有看戲的群眾支持，就不會有布袋戲文化；如果沒有布袋戲文化，今天就不會有電影《奇人密碼－古羅布之謎》的誕生。
電影《奇人密碼－古羅布之謎》的意義，在台灣電影裡試圖創造一個新的境界，找到一個屬於現代人的新布袋戲，這是亮勛相信為什麼要創作這部電影作品的念頭。而透過這樣的作品，更讓布袋戲從傳統中走出來。「在這樣的脈絡裡面，不管是找到屬於它的舞台也好，觀眾也好，讓武俠風格為主的布袋戲，能嘗試更多元豐富的題材。」在面對如何解決文言形式帶來的考驗時，亮勛說出他的看法。他認為除了燈光特效外，布袋戲最重要的表演本質除了劇本外，就是口白，但是現代觀眾與傳統口白有著不小的距離感，必須改善這點使大眾與故事本身才可產生共鳴，這樣才有機會去討論背後的文化價值。在市場與文化間看似矛盾的議題，亮勛完整的表達自己的想法。
身為七年級的年輕編劇，不論對於電影和布袋戲都有自己的想法，甚至不斷期勉自己在普世價值中，找到觀眾基礎去發展故事。而這樣的思維，讓身邊的人們開始對電影故事的誕生，感到興趣。接著，大家開始著手製作「偶動畫」。
關於「偶動畫」的概念，亮勛說：「無論是偶劇表演或是動畫影片，在世界各國都有各自的特色，他們的發展過程有些相同，或者不同。但在我們手裡將這兩者結合，變成完全是另外一種新的樣子。看似布袋戲，但又不完全是；在虛擬動畫間，卻又流露傳統戲偶的手法與情感。這一切幾乎超過每個人的想像，即使是熟悉布袋戲的台灣人也好，甚至來自大陸與日本，甚至歐美的朋友，都對這新的視覺感到驚艷。這給我以及所有電影工作同仁，很大的鼓舞。」對於電影《奇人密碼－古羅布之謎》所衍生出來的「偶動畫」，工作團隊們似乎在過去三年半拍攝製作過程中，逐漸摸索出答案的輪廓。透過現代最新3D攝影技術與龐大綠幕背景，融合實際模型造景的工程，來自全台的工作團隊，無論是攝影、燈光、動畫、後製、剪輯、美術、操偶等人員，無不投入這場台灣影史上，前無古人的冒險旅程。「拍電影才有這樣的規模，偶動漫更像是電影，而不是布袋戲！」亮勛說。當然還有些地方讓他們感到不確定，但未來透過觀眾的反應，將逐步改進而創造不一樣的「偶動漫」文化。

## 角色
西域奇人-阿西

博望之後-張墨

傲嬌女俠-張彤

樓蘭王子-安羅伽

羅布之子-兒道茲

羅布神女-霏兒

麻辣女賊-卡蜜妲

參考《奇人密碼：古羅布之謎》角色介紹

## 場景與道具介紹

### 庫爾勒街道
在這場寫實風格為主的電影《奇人密碼－古羅布之謎》裡面，庫爾勒是一個重要的場景，它是男女主角開啟旅程的起點，也是遇到新夥伴－跩鴨與卡蜜坦的地方。
真實世界中的庫爾勒，地理環境位於新疆塔里木盆地東北邊緣，塔里木河下游，天山南麓。全市面積約為五分之一個台灣大小，居住人口約為55萬人，市內有漢人、維吾爾人、回人與蒙古人等，共計有23種民族。
為了設計帶有寫實風格的古代庫爾勒市鎮景觀，美術與道具參考了編劇給的資料，美術組說：「庫爾勒的別名為梨城，顧名思義盛產梨子（又名庫爾勒香梨），在今天中國新疆維吾爾自治區巴音郭楞蒙古自治州（簡稱巴州），是巴州的首府。在今天是個種族文化多元的城市，在古代也是如此。蠻容易讓人聯想到絲路時代，庫爾勒熱鬧非凡的景象。」而編劇收集的資料也顯示，庫爾勒在現代眾多的中國城市裡，也算是繁華的中小型城市前一百名。
一個歷史雋永的庫爾勒，在電影裡的面貌，《奇人密碼－古羅布之謎》的美術組也認為應該保持它的活力。
美術組說：「無論在真實世界或電影裡，庫爾勒市都是一個交通發達，各方人馬匯集的地點，換句話講，更顯得龍蛇混雜。
庫爾勒除了是絲綢之路上的重鎮外，唐朝玄奘取取西經時也曾經過此地。」在美術的心中，庫爾勒就是個充滿冒險與故事的理想場景，根據種種的認識，提供了豐富的美術場景圖給道具組進行製作。
道具組表示：「庫爾勒市集與百姓活動的氛圍，都是主要參考新疆的傳統建築服裝，民俗風會很明顯。像是維吾爾族的方形或圓形小帽，布料則採用粗質棉麻布，這也是代表市井小民的身分。相對於樓蘭皇宮的華麗，庫爾勒擁有庶民的活力。」在道具組仔細的製作下，電影《奇人密碼－古羅布之謎》的世界觀逐漸有了基礎的樣貌。

### 樓蘭街道
關於樓蘭的描述，一直是中國歷史上神秘傳奇的古國。
編劇在收集的資料裡面表示：「西域三十六國裡，樓蘭與敦煌是最廣為人知的代表。而前者與漢朝的關係，可透過《漢書•西域傳》或法顯及玄奘的記錄看出端倪，也就是樓蘭與中原是交流關係密切的地方。」即便在法顯和尚的書裡，提到：「樓蘭的地形崎嶇土壤貧瘠。當地一般百姓的穿著與漢人相差不遠，但披著薄絲長袍作為外罩，是明顯的差別。」
對於美術而言，一個披著薄絲長袍的人，又是絲路往來頻繁的交通要地，樓蘭的街道肯定要不同於庫爾勒樸素的風貌。美術設計表示：「樓蘭的百姓在我們設定下，財富能力比庫爾勒人好。這會反映在服裝布料，配件也較華麗，例如：緞面會使用金蔥或複雜的編織技巧，而緞帶類的類別也更豐富。」

### 樓蘭宮殿
從庫爾勒一路長途跋涉終於抵達傳說中的樓蘭，編劇與美術試圖讓這座古代傳說中的城市，也更宏偉的視覺感。身為編劇的亮勛說：「現今的樓蘭古城位於中國新疆羌若縣東北部，羅布泊以西，在孔雀河以南的範圍。曾經是水草豐茂，農、牧、漁都十分發達的地方。然而西元4世紀前後，名噪一時的樓蘭卻無聲無息的消失在世界地圖上，留下一片廢墟與世人不解的謎。」
編劇從收集的資料裡面得知另外一個資訊，原來在1900年的春天，一位瑞典探險家的挖掘，讓樓蘭遺址重現天日。對於一個轟動世界，吸引世界各地探險家、史學家、旅行家進行考察研究的樓蘭，它包含了樓蘭美女、樓蘭古墓、樓蘭彩棺等，對於電影《奇人密碼－古羅布之謎》的美術設計團隊又能有甚麼想像呢？美術設計表示：「樓蘭古城的整個遺址涵蓋羅布泊西岸的雅丹地貌。城區面積約為1.1平方公里，城內有殘破的院落與高聳的佛塔閣樓。發掘出來的古代文物裡，有各式器皿及錢幣，甚至中國晉朝的《戰國策》手抄本。而我們對於樓蘭當地的佛教風氣，頗有興趣，整個都市外觀會呈現一個篤實信奉佛教的文化古城。」根據這樣的設定，美術畫筆下的樓蘭皇宮，就建立在東西望大佛的基座之下。龐大的東西望佛，依循岩石峭壁依循而上，聳入天際的兩座佛像，就穩穩地盤坐在熾熱沙海之中。美術相信這樣的視覺效果，會帶給觀眾很不一樣的震撼。
身為強化視覺特效的動畫組人員，則表示對於這座古城的看法：「樓蘭皇宮是一個擁有數百年文明的王國，它融會了東西方藝術獨特的精華，充滿許多令人遐想的空間。而曾經是個絢麗繁華的都市，在現實世界中雖然已看不清，但我們想盡力重現一個令無數人遙望的樓蘭。」

### 羅布村與無染樹
作為電影《奇人密碼－古羅布之謎》裡，最奇幻的地點之一，羅布村與無染樹的關係，來自於編劇黃亮勛受到樓蘭消失的影響。
黃亮勛說：「羅布族地處現今羅布泊遺址，羅布泊位於古樓蘭之東南角，孔雀河下游處，它曾匯集塔里木盆地流來的河川眾水：西有塔里木河、孔雀河和車爾臣河；東有甘肅的疏勒河。
本故事中的羅布族被一般西域人視為一群位於樓蘭東南方之未開化蠻夷。該地只有荒草死木、乾屍枯骨，沒有任何生命跡象。而在西域一帶橫行的沙蟲，就是從該處而來，因此羅布族又被稱作蟲人，意思是沙蟲的僕人。
來自地底王國的神祕部落，羅布族村則採自於大自然的元素，比較原始，保留材質本身天然的特色，美術人員說：「羅布族和自然環境的關係緊密，在生活方式上也較原始，使用的物品大部分都保留著原來的樣子。野性的味道比較重，希望呈現出粗獷豪邁的氣勢。對於以地底遊牧民族自居的他們，透過具有沙蟲構造特色的飾品，更能凸顯戰鬥性格較強的風氣。」
編劇黃亮勛說：「原來羅布人生存於該處的地塹下方，看似地塹表面沒有生命，實則動植物隨著地下化的孔雀河，一起移動到了地塹之下。地塹內則有寬廣的洞穴供羅布族居住與活動。」
「同時參考了新疆的胡楊林，由它的型態轉變了故事中的無染樹。」關於編劇口中的無染樹背景，根據電影團隊的說明，它是孔雀河下游的一種植物，具有適應沙漠氣候的特性：耐熱、耐鹽化、深且廣的根部特色，可以吸收地底二十公尺以下的水分，具有排鹽機制，可將吸收的鹽分從根部排出，在地底的樹根上形成特殊的結晶。
為了製作這樣特殊的無染樹，美術及道具組根據編劇的設定，利用許多保麗龍塊透過雕刻，然後分組結合出樹型。這樣浩大的工程，令道具組印象深刻的說：「這顆6公尺高6公尺寬的樹，我們特別使用3台起重吊具的大卡車，進行搬運進入片場拍攝。」

## 打造三大族群特色

### 漢族
漢族是一支擁有龐大歷史背景與豐富文化的族群，他們彼此間的立場有時對立，有時相容，幾千年來分分合合的狀態，卻沒有讓他們茁壯的腳步停止下來。歷史上的漢人，源於漢朝的建立。
自西元前221年嬴政統一中國後，史稱秦始皇，但秦朝的苛政與嚴法，使得十四年後再度天下大亂，諸侯並起。最終劉邦擊敗強大的項羽，建立了漢朝，從此以後華夏民族便用「漢」字自稱。
電影團隊認為：「漢朝在後人眼中，是個將近五百年的強盛帝國，但在電影內的時空背景．大約在西元前126年（西漢時代）。那時張騫剛完成第一次絲綢之路的壯行歸國，打開漢朝的外交版圖，開批東西文化經貿交流的重要道路。而在這個史實上，編劇架空創造了電影《奇人密碼－古羅布之謎》的世界觀。」後來導演與編劇選定歷史記載上的張猛（張騫的孫子），做為本片的轉折人物。
故事裡的漢族，便是指男女主角－張墨與張彤。美術人員認為：「電影裡的主角張彤與張墨．就是漢人的代表。他們從長安出發，經過長途跋涉抵達樓蘭。我們就會參考在新疆旅行的感覺，在服裝設計上往旅人的形式發展。服飾外觀上，採用大地色系的皮革質料，能起到抵禦沙暴的保護作用。」而此次西域冒險旅程的時空背景，是設定在絲綢之路打通後的60年。當時，漢人勢力在西域各國影響頗大，以樓蘭王為例，在政策上選擇親漢的路線，已取得漢人的幫助，派遣大量開墾軍民，與樓蘭人合作，在孔雀河興建水壩工程。編劇表示：「在電影《奇人密碼－古羅布之謎》裡．漢族與樓蘭人主要是扮演一個以經濟開發為優先的代表，類似我們現代文明社會的人類，不斷對大自然進行開發，相對的也就是破壞大自然。而男女主角試圖在兩者間尋求一個平衡關係，以免造成更大的災害。」

### 樓蘭人
樓蘭人在西域三十六國裡，屬於經濟發達財富雄厚的國民。
在編劇與導演的眼中，樓蘭是一個以經濟導向的國家，依附漢朝政權的西域大國，因地理位置上的戰略與經濟價值，成為絲綢之路上的重鎮。樓蘭大城位於絲路南北分道起始點，許多東來西往的商人、軍人、僧人和旅人，都匯聚於此，民生狀況看似光鮮亮麗，但事實上則是龍蛇混雜。
編劇對於電影中的樓蘭國，設定為古樓蘭人運用超自然的力量，在地形詭譎的雅丹地貌上，建立了龐大的皇宮建築與城市，依循著兩座大佛的身軀不斷綿延展開。黃亮勛說：「因特殊地理環境與財富能力，樓蘭人必須面對匈奴人與漢人兩大勢力夾擊，為了求得安穩生存環境，樓蘭人戮力發展商業與科技，引起許多周邊國家的羨慕與欽佩。」
在電影《奇人密碼－古羅布之謎》裡，樓蘭人為了擺脫命運的枷鎖，開始對外擴張，與漢人合作打造屯田水壩，並派兵攻打羅布族人，但這卻招致更大的禍害與危機。
相較於樸質的漢族服飾，來自樓蘭皇與充滿異族風味的庫爾勒等邊疆市鎮人民的衣服，美術則有另外的看法：「在樓蘭皇宮的概念上，試圖融合中東文化與中國宮廷建築風格，來營造政治上親漢的樓蘭王，治理下的樓蘭皇室氣氛。
相較於富麗堂皇的宮廷生活，在大漠中的市鎮建築，則顯得樸實簡單，例如電影中的庫爾勒市集房舍，多來自參考維吾爾族的方塊幾何圖形。」

### 羅布族人
羅布族在電影《奇人密碼－古羅布之謎》編劇黃亮勛的設定，是一支與大自然保持和諧相處關係的族群，雖然科技程度較原始，但對於環境維護的概念與意志力，卻比起自詡文明帝國的漢朝或附屬國樓蘭，都顯得更有堅決的立場。
在劇本裡面，編劇希望透過他們的存在，喚起觀眾關於節約能源的環保議題討論。
關於一個喜愛自然的原始部落，美術人員認為：「希望羅布人就像在原始森林裡生活的台灣原住民，他們對於生命與自然的尊重，反映在他們愛惜物品的態度上，對於材料的使用，幾乎採用大自然淘汰不用的部分，來製成工具，例如沙蟲外殼可以作為武器護具。自然元素的精神，同樣出現在以野獸皮毛為主的服裝上，而裝飾品也幾乎來自植物的根莖葉與各類花朵。」甚至是羅布人的臉部，也有類似紋面的圖騰，關於這樣的設計，美術表示：「由於羅布人是一個假設出來的種族，所以我們依據台灣原住民文化裡面的一些藝術特色，轉化為可用的元素，放到電影裡面。」
而負責製作羅布族物品的道具組，認為製作一個生存在地底王國的羅布人，應該具備戰士風格的感覺。他們說：「粗獷的戰士，是羅布人清晰的輪廓之一。他們會獵殺一些沙漠裡的生物作為生活用品。而社會體系裡的階級關係，也會反映在這些蟲殼護具或武器上。例如：酋長的刀鞘，會帶有雄獅鬃毛的造型，而刀柄則是具有魚身的感覺，這些設計是其他一般羅布人沒有的。各代的繼承者，都有把象徵世代傳承意義的金刀，它來自羅布地底千年白蟲母的殘骸。」
《奇人密碼－古羅布之謎》的團隊期帶給觀眾們一些驚喜，特別是羅布人在大螢幕中奮勇殺敵時，去感受那無與倫比的原始野性美。

## 主題曲
- ALIN.電影主題曲「我都記得」[5]

- 戴愛玲.堅毅柔情劇情主打「愛是一起冒險」

- 胡夏.面對夢想勇氣進行曲「另一個噪音」

## 票房與評價
《奇人密碼：古羅布之謎》於2015年台灣農曆新年檔期上映，但票房不如預期，使得放映廳院被砍，甚至拖累霹靂公司股價於台北股市新春開盤日逆勢跌停，霹靂公司表示，因行銷做得不好，導致過年票房不佳，場次有被減少，但電影仍在檔期中，看好本周228檔期，加上企業包場將開始陸續挹注，因此對於票房仍具信心，持續增溫。根據統計，至2015年2月23日累計，台北票房約為新台幣485萬元，估計全台票房約超過新台幣2千萬，確實不如預期。
由於瞄準大中華市場，片中幾乎全都用現代標準漢語配音，讓部分習慣台語配音的布袋戲迷無法接受，甚至自製台語配音版本並將影片放上網路。 
由於票房始終不見起色，3月6日，偶動漫娛樂事業股份有限公司總經理傅遜祥宣布因「個人生涯規劃」因素辭職。3月10日，霹靂公司因《奇人密碼：古羅布之謎》票房不佳，透過台灣證券交易所公告認列子公司偶動漫娛樂存貨跌價損失1.91億元，以持股4成來計算，將認列7600多萬元，並在去年財報全數認列，公司表示，認列後去年依舊維持賺錢局面。
2016年新年期間，偶動漫以此片參與了國外的電影節，其中包含韓國「富川國際奇幻電影節」、加拿大的「FanTasia International Film Festival」等影展，《奇人密碼：古羅布之謎》在國際影評上得到一些不錯的評價。。4月11日，《奇人密碼：古羅布之謎》代表台灣參加布魯塞爾的「比利時奇幻影展」，勇奪「評審特別獎」。。

## 周邊商品
奇人密碼—古羅布之謎雙碟旗艦版（藍光BD+DVD）
發行日期：2015年8月1日

## 外部連結
- 《奇人密碼》的Facebook專頁
- Yahoo奇摩電影上《奇人密碼—古羅布之謎》的資料（繁體中文）
- 開眼電影網上《奇人密碼—古羅布之謎》的資料（繁體中文）
- 香港影庫上《奇人密碼—古羅布之謎》的資料（繁體中文）
- 豆瓣电影上《奇人密碼—古羅布之謎》的資料 （简体中文）
- 互联网电影数据库（IMDb）上《奇人密碼—古羅布之謎》的资料（英文）